# Tomasz Stefaniszyn
Tomasz Tadeusz Stefaniszyn (né le 16 mars 1929 à Stryï, à l'époque en Pologne, aujourd'hui en Ukraine, et mort le 8 septembre 1986 à Varsovie) est un joueur de football international polonais, qui évoluait au poste de gardien de but.

## Biographie

### Carrière en club
Avec le club du Gwardia Varsovie, il joue cinq matchs en Coupe d'Europe des clubs champions.

### Carrière en sélection
Avec l'équipe de Pologne, il joue douze matchs entre 1952 et 1960. 
Il joue son premier match en équipe nationale le 18 mai 1952 contre la Bulgarie et son dernier le 13 novembre 1960 contre la Hongrie.
Il figure dans le groupe des sélectionnés lors de Jeux olympiques de 1952 et de 1960. Lors du tournoi olympique de 1952, il joue un match face à la France. Lors du tournoi olympique de 1960, il dispute une rencontre face à l'Argentine.
Il joue enfin un match face à l'Union soviétique comptant pour les tours préliminaires de la coupe du monde 1958.

## Palmarès
| Legia Varsovie - Coupe de Pologne : - Finaliste : 1951-52. |  | Gwardia Varsovie - Coupe de Pologne (1) : - Vainqueur : 1953-54. |